# Gennaro Troianiello
Gennaro Troianiello (Napoli, 21 marzo 1983) è un allenatore di calcio ed ex calciatore italiano, centrocampista, collaboratore tecnico del Parma.

## Caratteristiche tecniche
È un esterno offensivo che sia nel 4-3-3 che nel 4-4-2 predilige giocare alto a destra. Irresistibile nell'uno contro uno (grazie alla sua velocità)  ha nel cross e nell’assist per i compagni oltre all’attacco alla profondità le sue doti migliori  . Giuseppe Iachini, suo tecnico al Palermo, lo ha definito anche una seconda punta.

## Carriera
Cresciuto a Brusciano, comune dell'entroterra napoletano da una famiglia originaria del quartiere Montesanto, inizia la sua carriera in Serie D con il Ruggiero di Lauria nel 1998-1999, nella stagione 1999-2000 gioca con gli allievi nazionali del Verona e nel campionato 2001-2002 in Eccellenza con il Calangianus, conquistando la promozione nel Campionato di Serie D e collezionando 50 presenze.
Nel 2003-2004 scende di categoria, in Eccellenza, per giocare con la maglia dell'Ischia giocando 14 partite.
Dalla stagione 2004-2005 è un giocatore della Nuorese e, con la squadra sarda, riesce a fare un doppio salto di categoria dall'Eccellenza alla Serie C2. Durante la sua permanenza a Nuoro riuscirà a totalizzare 84 presenze.
Passato al Frosinone in Serie B, riesce a scendere in campo 5 volte prima di essere ceduto, nello stesso anno, alla Ternana dove sarà utilizzato per 2 partite.
Nel 2008-2009 gioca in Serie C1 con la maglia del Foggia. Alla fine della stagione le sue presenze saranno 33 condite da 6 realizzazioni.
Nel 2009-2010 gioca in Serie B vestendo per la seconda volta la casacca gialloblu del Frosinone. A fine anno riuscirà a raggiungere la salvezza contribuendo alla causa con 39 presenze e 11 gol.
Nel mercato estivo viene acquistato dal neo-retrocesso Siena. Realizzerà il suo primo gol in maglia bianconera alla 13ª giornata proprio contro la sua ex squadra, il Frosinone, nella partita che vede il Siena vincere per 3-0. Nella partita successiva che vede i bianconeri affrontare nel derby il Grosseto realizza il gol dell'1-0 che aprirà la strada per il 3-1 finale. Titolare a inizio stagione, da gennaio 2011 è spesso in panchina.
Non trovando spazio nelle file del Siena in Serie A, nel gennaio 2012 passa in prestito al Sassuolo contribuendo, con 14 presenze e 5 gol, al raggiungimento dei play-off. Il 22 giugno il Sassuolo riscatta l'intero cartellino del giocatore dal Siena. Il 18 maggio 2013 vince il campionato di Serie B e conquista la promozione in Serie A con la squadra emiliana guidata da Eusebio Di Francesco.
Il 1º luglio 2013 si trasferisce a titolo definitivo al Palermo, con contratto depositato presso la Lega Calcio il giorno successivo. Debutta in maglia rosanero nella prima partita utile, cioè il secondo turno di Coppa Italia vinta per 2-1 sulla Cremonese e disputata l'11 agosto 2013, entrando all'85' per Paulo Dybala. Gioca per la prima volta da titolare nella partita della 14ª giornata di campionato vinta in casa della Reggina per 2-0. Il 3 maggio 2014, dopo la vittoria contro il Novara per 1-0 in trasferta, ottiene la promozione in Serie A – con annessa vittoria del campionato – con cinque giornate d'anticipo; per questa partita è tornato in campo a tre mesi esatti dalla sua ultima presenza. Chiude la stagione con 15 presenze in campionato e una in Coppa Italia.
Il 20 giugno 2014 si trasferisce in prestito al Bologna, in Serie B, nell'ambito dell'operazione che ha coinvolto il rinnovo della compartecipazione di Francesco Della Rocca, che fa ritorno in rosanero, fra le due squadre e a fine stagione conquista la sua 4º promozione nelle ultime 5 stagioni.
Il 3 agosto 2015, dopo aver rescisso il contratto con il Palermo, firma con la Salernitana, in Serie B, e debutta con gol nel derby vinto per 3-1 contro l'Avellino. Il 29 gennaio 2016 passa in prestito fino al 30 giugno 2016 alla Ternana..
Il successivo 31 agosto viene ceduto al Verona a titolo definitivo. Con gli scaligeri raggiunge il traguardo della sua quinta promozione dalla B alla A (l'ottava della sua carriera).
Il 13 luglio 2017 viene ufficializzato il suo arrivo alla Sambenedettese, con cui disputa 14 partite in campionato, senza mettere a segno reti. Svincolato già a gennaio 2018, trova il mese successivo un contratto fino a fine stagione col Fano, club con il quale, malgrado l'esordio con gol, disputerà appena cinque partite.
Nell'ottobre del 2018 torna tra i dilettanti, firmando per il Nola.
Il 4 ottobre del 2019, viene ufficializzato il suo trasferimento al Gladiator.
Ad agosto 2020 firma un contratto biennale col Nereto, che si aggiudica le sue prestazioni in Eccellenza.

## Statistiche

### Presenze e reti nei club
| Stagione           | Squadra            | Campionato         | Campionato | Campionato | Coppe nazionali | Coppe nazionali | Coppe nazionali | Coppe continentali | Coppe continentali | Coppe continentali | Altre coppe | Altre coppe | Altre coppe | Totale | Totale |
| Stagione           | Squadra            | Comp               | Pres       | Reti       | Comp            | Pres            | Reti            | Comp               | Pres               | Reti               | Comp        | Pres        | Reti        | Pres   | Reti   |
| ------------------ | ------------------ | ------------------ | ---------- | ---------- | --------------- | --------------- | --------------- | ------------------ | ------------------ | ------------------ | ----------- | ----------- | ----------- | ------ | ------ |
| 2001-2002          | Calangianus        | Ecc.               | 21         | 4          | -               | -               | -               | -                  | -                  | -                  | -           | -           | -           | 21     | 4      |
| 2002-2003          | Calangianus        | D                  | 29         | 12         | -               | -               | -               | -                  | -                  | -                  | -           | -           | -           | 29     | 12     |
| Totale Calangianus | Totale Calangianus | Totale Calangianus | 50         | 16         |                 | -               | -               |                    | -                  | -                  |             | -           | -           | 50     | 16     |
| 2003-2004          | Ischia             | Ecc.               | 14         | 4          | -               | -               | -               | -                  | -                  | -                  | -           | -           | -           | 14     | 4      |
| 2004-2005          | Nuorese            | Ecc.               | 24         | 21         | -               | -               | -               | -                  | -                  | -                  | -           | -           | -           | 24     | 21     |
| 2005-2006          | Nuorese            | D                  | 28         | 17         | -               | -               | -               | -                  | -                  | -                  | -           | -           | -           | 28     | 17     |
| 2006-2007          | Nuorese            | C2                 | 32+2       | 8          | -               | -               | -               | -                  | -                  | -                  | -           | -           | -           | 34     | 8      |
| Totale Nuorese     | Totale Nuorese     | Totale Nuorese     | 84+2       | 46         |                 | -               | -               |                    | -                  | -                  |             | -           | -           | 86     | 46     |
| 2007-gen. 2008     | Frosinone          | B                  | 5          | 0          | CI              | 0               | 0               | -                  | -                  | -                  | -           | -           | -           | 5      | 0      |
| gen.-giu. 2008     | Ternana            | C1                 | 2          | 0          | -               | -               | -               | -                  | -                  | -                  | -           | -           | -           | 2      | 0      |
| 2008-2009          | Foggia             | 1D                 | 33+2       | 6          | CI              | 1               | 0               | -                  | -                  | -                  | -           | -           | -           | 36     | 6      |
| 2009-2010          | Frosinone          | B                  | 39         | 11         | CI              | 3               | 0               | -                  | -                  | -                  | -           | -           | -           | 42     | 11     |
| Totale Frosinone   | Totale Frosinone   | Totale Frosinone   | 44         | 11         |                 | 3               | 0               |                    | -                  | -                  |             | -           | -           | 47     | 11     |
| 2010-2011          | Siena              | B                  | 25         | 2          | CI              | 1               | 0               | -                  | -                  | -                  | -           | -           | -           | 26     | 2      |
| 2011-gen. 2012     | Siena              | A                  | 1          | 0          | CI              | 1               | 0               | -                  | -                  | -                  | -           | -           | -           | 1      | 0      |
| Totale Siena       | Totale Siena       | Totale Siena       | 26         | 2          |                 | 2               | 0               |                    | -                  | -                  |             | -           | -           | 27     | 2      |
| gen.-giu. 2012     | Sassuolo           | B                  | 14+2       | 5          | CI              | 0               | 0               | -                  | -                  | -                  | -           | -           | -           | 16     | 5      |
| 2012-2013          | Sassuolo           | B                  | 29         | 4          | CI              | 2               | 1               | -                  | -                  | -                  | -           | -           | -           | 31     | 5      |
| Totale Sassuolo    | Totale Sassuolo    | Totale Sassuolo    | 43+2       | 9          |                 | 2               | 1               |                    | -                  | -                  |             | -           | -           | 47     | 10     |
| 2013-2014          | Palermo            | B                  | 15         | 0          | CI              | 1               | 0               | -                  | -                  | -                  | -           | -           | -           | 16     | 0      |
| 2014-2015          | Bologna            | B                  | 10         | 0          | CI              | 1               | 0               | -                  | -                  | -                  | -           | -           | -           | 11     | 0      |
| 2015-gen. 2016     | Salernitana        | B                  | 15         | 1          | CI              | 1               | 0               | -                  | -                  | -                  | -           | -           | -           | 16     | 1      |
| gen.-giu. 2016     | Ternana            | B                  | 3          | 0          | CI              | 0               | 0               | -                  | -                  | -                  | -           | -           | -           | 3      | 0      |
| Totale Ternana     | Totale Ternana     | Totale Ternana     | 5          | 0          |                 | -               | -               |                    | -                  | -                  |             | -           | -           | 5      | 0      |
| set.2016-2017      | Verona             | B                  | 14         | 0          | CI              | 1               | 0               | -                  | -                  | -                  | -           | -           | -           | 15     | 0      |
| 2017-gen.2018      | Sambenedettese     | C                  | 14         | 0          | CI+CI-C         | 2+1             | 0               | -                  | -                  | -                  | -           | -           | -           | 17     | 0      |
| gen.-giu. 2018     | Fano               | C                  | 3          | 0          | -               | -               | -               | -                  | -                  | -                  | -           | -           | -           | 3      | 0      |
| ott.2018-2019      | Nola               | D                  | 30+1       | 0          | CI-D            | 1               | 0               | -                  | -                  | -                  | -           | -           | -           | 32     | 0      |
| 2019-2020          | Gladiator          | D                  | 15         | 0          | CI-D            | 0               | 0               | -                  | -                  | -                  | -           | -           | -           | 15     | 0      |
| Totale carriera    | Totale carriera    | Totale carriera    | 421        | 95         |                 | 16              | 1               | -                  | -                  |                    | -           | -           | -           | 437    | 96     |

## Palmarès

### Club

#### Competizioni regionali
- Campionato italiano di Eccellenza: 2

Calangianus: 2001-2002
Nuorese: 2004-2005
- Coppa Italia Dilettanti Campania: 1

Ischia: 2003-2004

#### Competizioni nazionali
- Campionato italiano di Serie D: 1

Nuorese: 2005-2006
- Campionato italiano di Serie B: 2

Sassuolo: 2012-2013
Palermo: 2013-2014